# Carex pruinosa
Carex pruinosa là một loài thực vật có hoa trong họ Cói. Loài này được Boott mô tả khoa học đầu tiên năm 1845.